# Letecká základna Little Rock
Letecká základna Little Rock (anglicky Little Rock Air Force Base; kód IATA je LFA, kód ICAO KLFA, kód FAA LID LFA) je vojenská letecká základna letectva Spojených států amerických nacházející se přibližně 27 kilometrů severovýchodně od města Little Rock ve státě Arkansas. Je jedinou základnou, určenou k výcviku pilotů, navigátorů a letových inženýrů se specializací na transportní letouny Lockheed C-130 Hercules. Pro výcvik jsou zde k dispozici verze C-130E, C-130H a C-130J.
Je domovskou základnou 19. transportního křídla (19th Airlift Wing; 19 AW), které je pořízeno Velitelství vzdušné přepravy (Air Mobility Command). Toto křídlo disponuje největší flotilou transportních letounů C-130 na světě, ty jsou využívány například pro přepravy humanitární pomoci do míst zasažených živelními katastrofami, pro dovoz vojenského materiálu jednotkám nasazených v zahraničních misích apod.
Základna Little Rock byla vybudována v roce 1953, letectvo USAF jej využívá od roku 1955.